# صوت 5.1

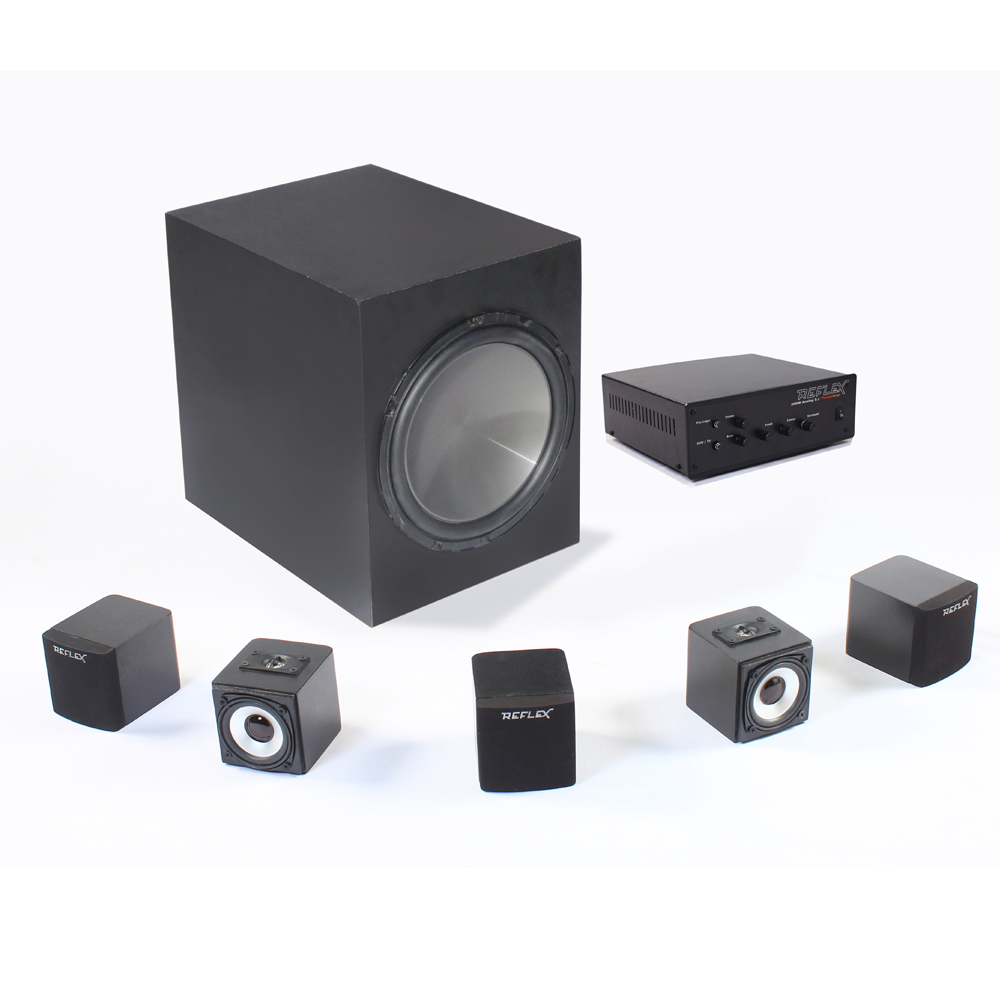

 صوت 5.1  هو خاصية للأجهزة الصوتية المزودة بخمس قنوات صوتية في مواضع محددة زائد قناة واحدة لا يهم تحديد موضعها. وهو الاسم الشائع لأنظمة الصوت المحيطي 5.1، وهو التصميم الأكثر استخدامًا في السينما المنزلية. ويستخدم خمس قنوات ذات نطاق ترددي كامل وقناة واحدة لتأثيرات التردد المنخفض ("النقطة واحد"). دولبي ديجيتال، ودولبي برو لوجيك 2، ودي تي إس، و إس دي دي إس، جميعها أنظمة صوت محيطي شائعة. 5.1 هو أيضًا مكون الصوت المحيطي القياسي للبث الرقمي والموسيقى.